# المسيحية في اليمن
تُشكل المسيحية في اليمن ثالث أكثر الديانات انتشاراً بين السكان بعد كل من الإسلام والهندوسيَّة، وهي أقلية صغيرة حيث يترواح عدد المسيحيين في اليمن بين 3,000 إلى حوالي 25,000 مسيحي. بالمقابل ذكرت دراسة مركز بيو للأبحاث سنة 2010 وموقع البي بي سي أن عدد مسيحيين اليمن يصل إلى 41,000 نسمة واستشهد بمصادر الأمم المتحدة وقاعدة بيانات المسيحية العالمية.
الغالبية العظمى من مسيحيي اليمن هم من أصحاب الإقامة المؤقتة والتمثيل الدبلوماسي ويوجد من بينهم عدد قليل من المهاجرين من أصول هنديَّة والذين سبق وأن حصلوا على الجوازات اليمنيَّة، وبالإضافة لهم يُوجد عدد من اليمنيين الأصليين ممن اعتننق المسيحية على الرغم من أن التبشير في القانون اليمني ممنوع والارتداد عن الإسلام حكمه الإعدام. يذكر أنه وبحسب دراسة تعود إلى عام 2015 حوالي 400 مواطن مُسلم يمني تحول إلى المسيحية.
يعود تاريخ المسيحية في بعض الأجزاء التي تُشكل اليوم اليمن (مثل نجران) إلى القرن الرابع، وكان لليمن حصة هامة في المسيحية العربية، وكان هناك أيضاً بعض القبائل العربيَّة التي كانت تُدين بالمسيحية منذ القرن الرابع مثل قبيلة الحارث بن كعب والغساسنة والذين هاجروا إلى بلاد الشام هرباً من الاضطهاد. وفي حضرموت كانت قبائل مثل بني صدف على الدين المسيحي. وونشأ في القرن الخامس مجتمع مسيحي عربي في نجران، وكان أهل نجران على مذهب المونوفيزية اللا خلقيدونية والنسطوريَّة. وفي أوائل القرن السادس، تعرض المسيحيين في نجران للاضطهاد من قبل ملك ذو نوَّاس يُوسُف أسأر الحِميري ملك مملكة حمير. بعد وفاة النبي محمد خيّرت القبائل في شبه الجزيرة العربية بين الإسلام أو الهجرة، فأسلمت بعضها وهاجر بعضها الآخر إلى بلاد الشام وجنوب العراق وبعضها الآخر إلى الأناضول في تركيا. على الرغم من ذلك تُشير بعض المصادر إلى أنَّ المجتمع المسيحي في نجران صمد حتى أواخر القرن التاسع. أما المسيحية في جزيرة سقطرة فقد صمدت لفترة أطول لكنها تراجعت عندما استولت سلطنة المهرة على السلطة في القرن السادس عشر، حيث تعرض سكان الجزيرة إلى عمليات أسلمة قسريّة.
يُعتقد أن المسيحية وصلت إلى جنوب اليمن في القرن التاسع عشر عبر الإرساليات الآتية من المملكة المتحدة خصوصاً، ووصل الكاثوليك إلى اليمن في عام 1880. خلال الإستعمار الإنجليزي لعدن منذ عام 1839 تواجدت أقليات مسيحية وبارسية وافدة رحل معظمهم برحيل الإنجليز عام 1967. المسيحيون اليمنيون اليوم طائفة صغيرة تعيش حياة معزولة، وبحسب بعض المصادر إن غالبيتهم هم من أصحاب الإقامة المؤقتة والتمثيل الدبلوماسي أو من أصول هندية مهاجرة إلى اليمن وتحمل الجنسية اليمنية، في حين تقول بعض المصادر إن من بينهم أعضاء من المتحولين عن الإسلام، ولا يُسمح في اليمن بالتبشير الديني. وتوجد في مدينة عدن أربعة كنائس ثلاث تتبع الكنيسة الرومانية الكاثوليكية وواحدة تتبع الكنيسة الأنجليكانيَّة. توجد بعض من المنظمات والمؤسسات المسيحية في عدد من مدن اليمن منها البعثة المعمدانية الأمريكية والتي تمتلك مستشفى جِبْلة التابع لها والكنيسة الملحقة بالمستشفى بصورة قوية ويمتد نشاطها إلى محافظة تعز وتعمل على الاهتمام بالفقراء ودور الأيتام وسجون النساء.
تراجع تواجد المسيحيين اليمنيين من أصل هندي كثيراً بعد ظهور تنظيم القاعدة عقب الحرب الأخيرة مع الحوثيين، تلاه حملات اضطهاد مثل قتل ثلاثة أميركيين العاملين في مستشفى جِبْلة المعمداني، وحرق وهدم الكنائس في كريتر عام 2016، ومجزرة دار الأم تريزا في عدن التي استهدف خلالها مسلحون دار عجزة في عدن. وبسبب هذه الظروف، رحل معظم الهنود المسيحيين إلى الهند بينما استقر البعض منهم في الإمارات.

## تاريخ

### العصور المبكرة
لقد كان لليمن حصة هامة في المسيحية العربية، وقد ذكر مؤرخون قدماء من أمثال روفينوس وهيرويزوس أن متى هو مبشر اليمن والحبشة، وبينتانوس الفيلسوف ترك الإسكندرية في القرن الثاني وتوجه نحو اليمن مبشرًا كما قال أوسابيوس، وربما ظلّت المسيحية خلال المرحلة الأولى في المناطق الساحلية متأثرة بمواكب التجارة البيزنطية، ومصادر أخرى تقترح أن المسيحية دخلت إلى اليمن بفضل ثيوفيلوس الهندي في القرن الرابع. وفقًا ليوحنا النقيوسي في كتابه تاريخ مصر والعالم القديم، فإن اعتناق اليمنيين للمسيحية حدث في القرن الرابع كذلك بعد وفاة الإمبراطور قنسطنس ويقول:
| المسيحية في اليمن | وبعد وفاته عرف سكان اليمن الله، واستناروا بنور وبهاء ربنا يسوع المسيح له المجد. وكان ذلك بتأثير حياة امرأة تدعى ثاؤغنسطا (لاتينية: Theognosta) كانت راهبة عذراء واختطفوها من ديرها الواقع في أراضي الروم، واخذت أسيرة حيث قدمت لملك اليمن. | المسيحية في اليمن |

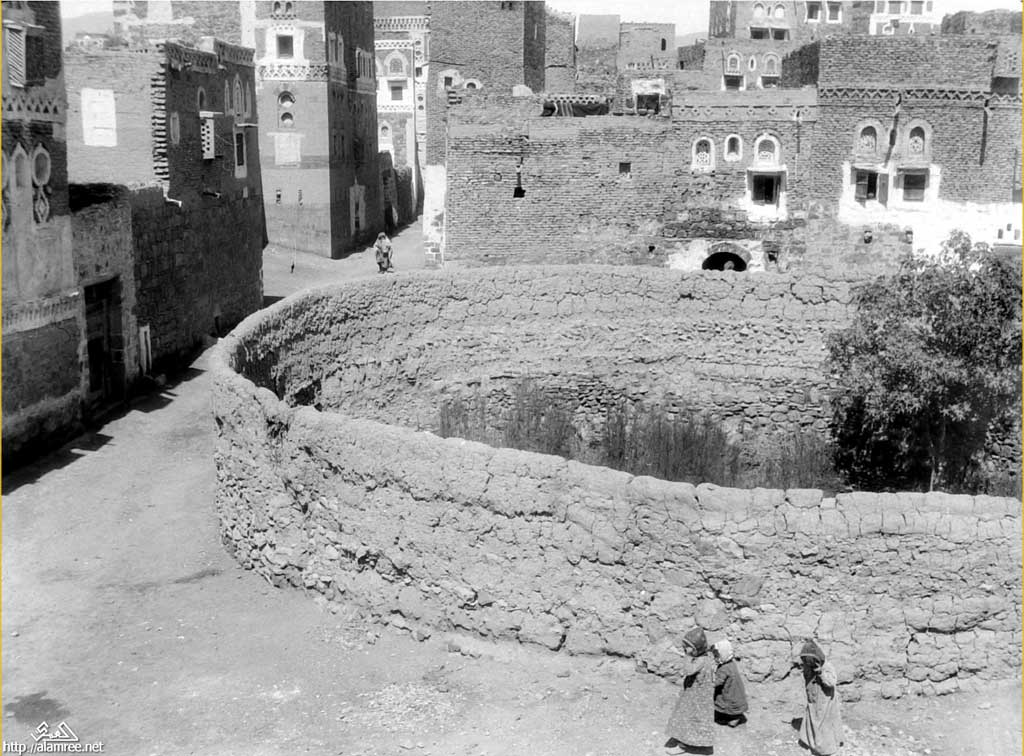
بقايا القليس كنسية أبرهة الحبشي في صنعاء القديمة.

ومما يؤخذ من أمهات كتب العرب كتاريخ المسعودي وسيرة الرسول لابن هشام أنّ المسيحية تقوّت خلال القرن الثاني ودخلت في خصومة مع اليهودية منذ القرن الثالث، خصوصًا بعد ارتداد الملك عبد كلال بن مثوب إلى المسيحية من اليهودية حوالي عام 273، ثم ارتد خليفته من بعده إلى اليهودية مجددًا ويبدو أنه عادوا إلى المسيحية قبل 458 حيث اكتشفت نصوص حميرية عن كنيسة شيدها الملك في ذلك العام، ولعله الملك مرثد بن عبد الكلال، غير أنه وبعد هذا كما قال الثعالبي والفيروزآبادي وغيرهما أن «أغلب ملوك اليمن وشعبه كانوا من المسيحيين». وأصبحت المسيحية الديانة الرئيسية في جزيرة سقطرة، والذين تبعوا تعاليم نسطور، وبقي أهل الجزيرة مُخلصين لتعاليمه وانضموا إلى كنيسة المشرق. وبحسب أحد التقاليد المحليَّة، المستندة إلى أعمال توما التبشيريّة، فإنّ سكان جزيرة سقطرة قد تحولوا إلى المسيحية على يد توما في عام 52 ميلادي. كانت نجران مركزاً تجارياً مهماً ومحطة لإستراحة القوافل وتخضع لسلطان الدولة الحميرية، فيما تشير روايات أخرى أن ملوك بيزنطة أرسلوا مبشرين إلى اليمن واعتنق ملوك حمير المسيحية. وكان أهل نجران والمسيحيين في الأراضي اليمنيَّة على مذهب اللا خلقيدونية والنسطوريَّة.
على الصعيد التنظيمي أيضًا كان رئيس أساقفة اليمن له لقب «جاثليق» وهو اللقب الذي يلي البطريرك في الرتبة، وقد جمعت علاقة خاصة بين أهل اليمن والكنيسة السوريّة، كما يستدل من بعض ميامير أفرام السرياني وسيرة سمعان العمودي والمؤرخ فيلوستورغيوس الذي قال أن قرى ومستعمرات ناطقة بالسريانية أقيمت في اليمن، ومنها دخل الخط السرياني إلى قبائل قحطان وحمير فساعد في تطوير الخط العربي. كما ذكر ابن خلدون وابن هشام في «سيرة الرسول» وياقوت الحموي كذلك أن نجران عاصمة اليمن كان جميع أهلها من المسيحيين، وعندما ارتد الملك ذو نواس إلى اليهودية رفض أهل النجران العودة إليها، فأحرق منهم عشرين ألفًا كما روى ابن اسحق في الأخاديد، وقد ذكرت القصة في القرآن. على أن الإمبراطور أغاظه ما حل بمسيحيي اليمن فطلب من النجاشي في الحبشة احتلال البلاد والقضاء على ذي النواس، ففتح الحبشيون اليمن ودام حكمهم فيه حتى 575، وقد شجع الحبشيون المسيحية في اليمن فازدهرت وتقوّت حتى كادت الوثنية تنقرض، وشيّد الحكام بناءً فخمًا شهد له القدماء بجماله وفخامته تكريمًا لقتلى الأخدود وزيّن البناء بالحلي والجواهر والقناطر ودعته العرب «كعبة نجران» وأشرف عليها بنو عبد المدان من بني الحارث، إلى جانب كنيسة القليس التي يكاد لا يخلو كتاب في تاريخ العرب من ذكرها لشهرتها، وقيل أنها بنيت لجذب الناس عن كعبة مكة وقيل أيضًا لجذب الناس عن قصر غمدان محج وثنيي اليمن. وفي المرحلة اللاحقة قاوم اليمنيون سيطرة الحبشة وأرادوا استقلالهم وقاد المقاومة سيف بن ذي يزن وهو بدوره مسيحي كما جاء في كتاب «أنساب العرب» لسلمة بن مسلم، وخلفه ابنه معدي كرب.

#### الاضطهاد

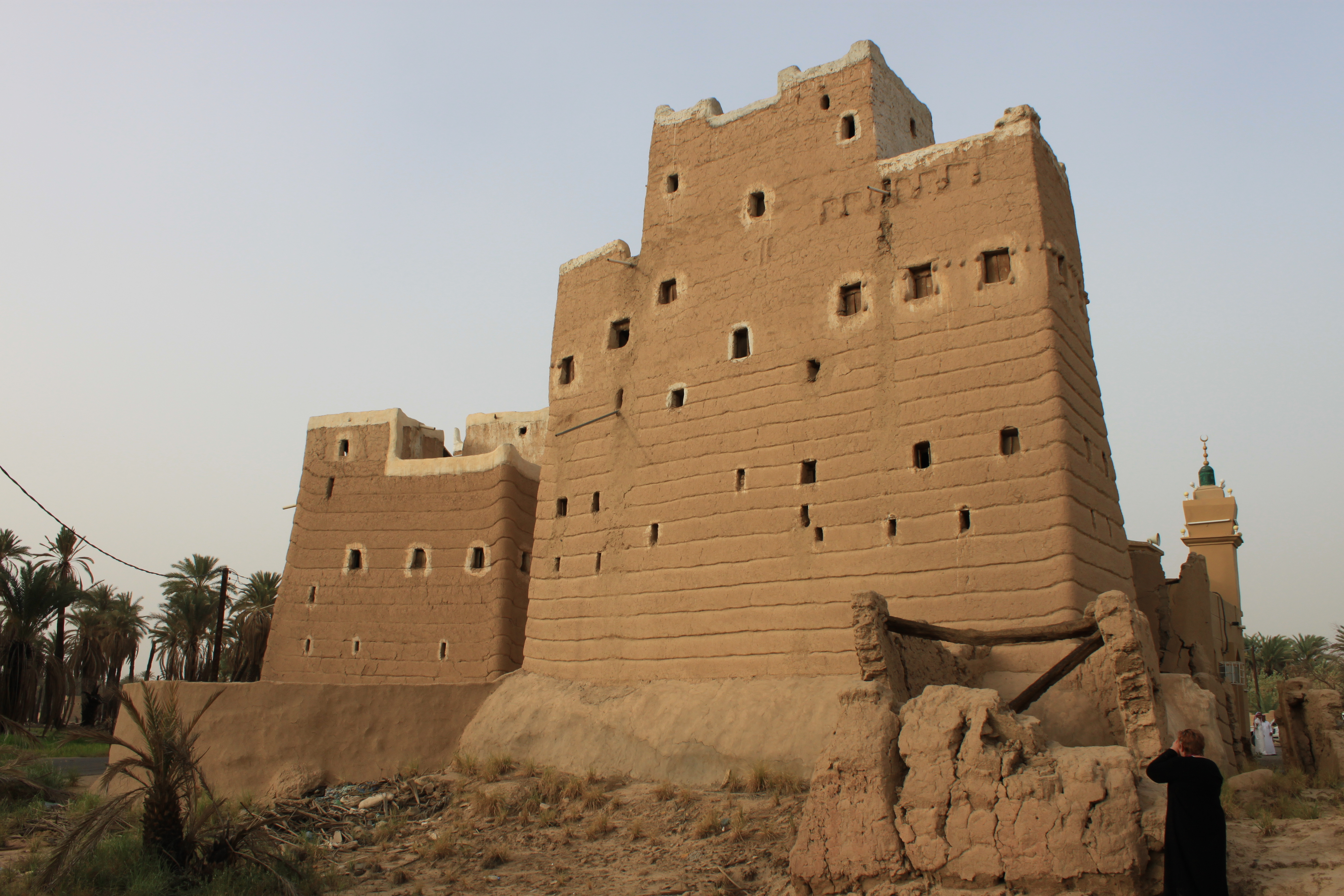
قام ذو نوَّاس يُوسُف أسأر الحِميري، حليف الفُرس بإضطهاد المسيحيَّة في نجران.

عمل الفُرس على التحالف مع عرب الجنوب، كما عرب الشمال، وذلك بهدف مُقاومة النُفوذ الرومي في جنوب شبه الجزيرة العربيَّة، الذي انتشر عبر حليفة الروم، أي مملكة أكسوم الحبشيَّة، بواسطة التجارة والتبشير بالمسيحيَّة بين اليمنيين. ففي الوقت الذي كانت فيه الحبشة تتلقى تشجيعًا من الإمبراطور البيزنطي فلاڤيوس يوليوس قسطنس الذي كان يهدف إلى نشر الدين المسيحيّ في بلاد العرب، كان بعضُ النُبلاء ومُلوك اليمن يتذمرون من تنامي النُفوذ الحبشي والرومي، فقاموا بُمحاربة المسيحيَّة السياسيَّة عبر فكرٍ دينيٍّ سياسيٍّ آخر، فجلب الملك أبو كرب أسعد الديانة اليهوديَّة من يثرب ودعا اليمنيين إلى اعتناقها ففعلوا، وهدموا العديد من الهياكل والمعابد المُكرَّسة للآلهة الوثنيَّة. بناءً على هذا، وجد الفُرس أنَّ اليمن قد أصبحت أرضًا خصبةً لامتداد نُفوذهم إليها، فتطلَّعوا إلى التحالف مع اليهود والمذاهب النصرانيَّة المُناهضة للبيزنطيين مثل النُسطوريَّة، فدعموا اليهود حتَّى تحكّموا باليمن طيلة القرن الخامس الميلاديّ، فقبضوا على أجهزة المملكة الحِميريَّة وبخاصَّةً الماليَّة، وسيطروا على المراكز المُهمَّة حتَّى الملكيَّة نفسها، فكان جميع مُلوك حِمْير مُنذُ عهد أبو كرب أسعد (400م) حتَّى عهد مرثد إلن (495م) مُتهودين باستثناء عبد كلال بن مُثوّب، لكنَّ الحال لم يستمر هكذا، فتراجع النُفوذ الفارسيّ أمام الروميّ، وانتشرت المسيحيَّة في طول البلاد وعرضها، واستحال النصارى هم سادة اليمن الحقيقيين.
ولم يرضى بعضُ المُلوك برؤية تنامي النُفوذ البيزنطي مُجددًا في بلادهم، ومن هؤلاء ذو نوَّاس يُوسُف أسأر الحِميري، الذي اعتنق اليهوديَّة كي يُحارب بها المسيحيَّة السياسيَّة، ويبدو أنَّهُ رأى أنَّ استقرار حُكمه يتوقَّف على القضاء على الذين يُصدّرون المسيحيَّة إلى اليمن وبقاء اليمن مُوالية لِفارس، فاضطهد النصارى اضطهاداً شديداً، حيثُ جمع أهل نجران وخيَّرهم بين العودة إلى الوثنيَّة أو الموت حرقًا، ففضَّل مُعظهم الموت في سبيل الإيمان، فحفر ذو نوَّاس أخاديد في الأرض وألقى المسيحيين فيها مع أناجيلهم وأضرم فيهم النار أحياء، بعدما خُيِّروا بين التحول إلى اليهودية أو الموت؛ وتُظهر النصوص المنسوبة لذو نوَّاس يُوسُف أسأر الحِميري الفخر الذي عَبّر عنه بعدما ذبح أكثر من 22 ألف مسيحي في ظفر ونجران. عند ذلك ثارت حفيظة بيزنطية وعقدت العزم على عزل ذي نوَّاس عن حُلفائه الفُرس، فتمَّ إبرام صُلح بين الروم والفُرس تخلَّت فارس بموجبه عن مصالحها في اليمن.

### صدر الإسلام
أدت سيطرة الساسانين على اليمن خلال فترة بطريركية حزقيال إلى تأسيس أبرشيات لكنيسة المشرق في صنعاء وسوقطرة ما سرع في انتشار المسيحية بين العرب. عقد النبي محمد اتفاقية سلمية مع نصاري نجران في العام العاشر من الهجرة، وسمح للوفد النصراني من نجران بإقامة صلواتهم المسيحية في مسجده، بعد وفاة النبي محمد جاء عمر بن الخطاب وأخرج حديثًا مفاده أنه لا يجتمع في جزيرة العرب دينان، ولذلك خيّرت القبائل بين الإسلام أو الهجرة، فأسلمت بعضها وهاجر بعضها الآخر إلى بلاد الشام وبعضها الآخر إلى الأناضول في تركيا، وحصلت معارك عسكرية في بعض المواقع؛ وكان أقسى الأمر إجلاء مسيحيي نجران عنها وقد بلغ عددهم أربعين ألف مقاتل، وربما كان سبب الإجلاء خشية تنامي نفوذهم وقوتهم. ومع ذلك، فإن تاريخية هذا الأمر موضع خلاف، وهناك دليل تاريخي على أن المسيحيين استمروا في العيش في المنطقة لما لا يُقل عن 200 عام أخرى. وقد تكون أوامر عمر بن الخطاب لم تُنفذ أو ربما طُبقت فقط على المسيحيين الذين يعيشون في نجران نفسها، وليس على أولئك الذين كانوا يعيشون حولها. هاجر البعض من مسيحيو نجران إلى بلاد الشام، على الأرجح في منطقة اللجاة وحول مدينة نجران السورية؛ لكن الجزء الأكبر منهم استقر لاحقاً في محيط الكوفة في جنوب العراق الذي كانت تقطنه أغلبيَّة مسيحيَّة، حيث احتفظت مستعمرة النجرانية لوقت طويل بذكرى تهجيرهم.

### العصور الوسطى

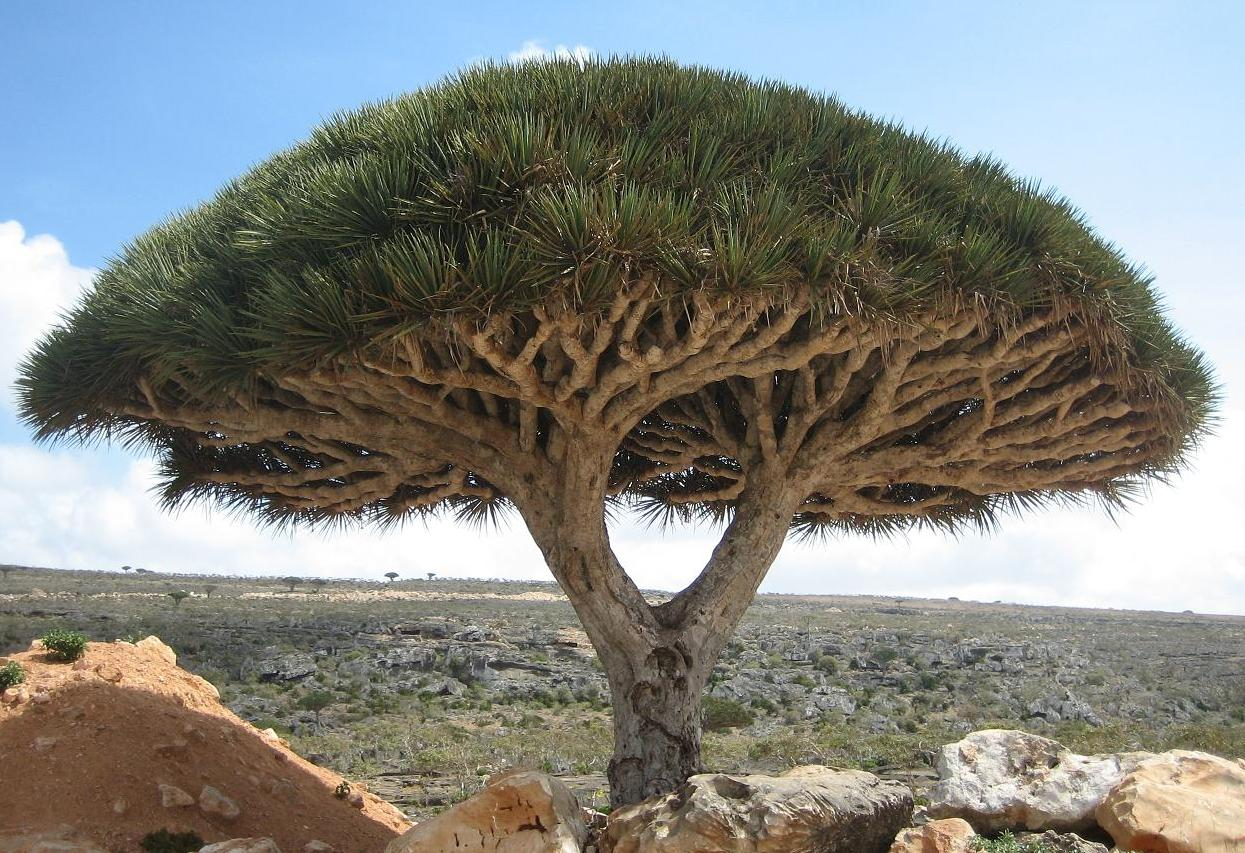
ضمت سقطرى حتى القرن السادس عشر على مجتمع مسيحي نسطوري.

تُشير بعض المصادر إلى أنَّ المجتمع المسيحي في نجران تمتع بثقل سياسي كبير في أواخر القرن التاسع. وفقًا لمصدر عربي يمني، أبرم أول إمام زيدي لليمن، الهادي يحيى بن الحسين بن القاسم الرسي (897-911) اتفاقاً مع مسيحيين ويهود الواحة في عام 897، في وقت تأسيس الإمارة الزيدية. يُلمح مصدر يمني أخر إلى المجتمع المسيحي في نجران بين عام 999 وعام 1000 للميلاد. وفقاً لشهادة الرحالة الفارسي ابن المجور قُدر المسيحيين بحوالي ثُلث سكان الواحة في حين كان الثلث الآخر يهودياً. ويعود آخر دليل على وجود المسيحية في شمال اليمن والتي كانت نجران جزءاً منها إلى القرن الثالث عشر.
من الثابت وجود أسقف للمشارقة في نجران حتى القرن الثامن، وجاء في كتاب الفهرست لابن النديم اجتماع المؤلف مع رهبان من نجران عام 988، وخلال حكم الدولة العباسية حققت كنيسة المشرق نجاحاً كبيراً ويظهر ذلك من خلال تأسيسها عدة مطرانيات وأبرشيات في الهند والتيبت والصين واليمن وحول بحر قزوين. وبحسب تقويم كنيسة المشرق فإنه وحتى عام 1260 كان يوجد خمسة أساقفة في اليمن يرأسهم رئيس أساقفة صنعاء، عندما قضى المماليك على المسيحية فيها وبلغ عددهم آنذاك حوالي 10,500 شخص من أصل بضعة مئات آلاف شكلوا سكان اليمن؛ ويُشير الجعرافيّ أبو محمد الهمداني إلى أنَّ معظم أهالي جزيرة سقطرى كانوا يُدينون بالمسيحيَّة، ويبدو أن المسيحيين في جزيرة سقطرة استطاعوا الصمود لفترة أطول حتى القرن الخامس عشر كما يستدلّ من كتابات ماركو بولو، والذي قال أن مسيحيي سقطرة يتبعون الكنيسة الكلدانية وهم نحو عشرة آلاف رجل عصوا على المماليك حتى 1480، وسجلّ ماركو بولو تقريراً مفاده أن "السكان هم من المسيحيين مُعمدّين ولديهم "رئيس أساقفة" والذي كما أوضح "ليس له علاقة بالبابا في روما، ولكنه يخضع لرئيس الأساقفة الذي يعيش في بغداد". ويستدلّ على ذلك أيضًا من كتابات القديس فرنسيس كسفاريوس الذي زار تلك الأصقاع مع بداية العهد العثماني إلى وجود مجتمع مسيحي نسطوري. وقد كانت الديانة المسيحية هي الديانة السائدة لدى سكان جزيرة سقطرة لفترة طويلة لكنها تراجعت عندما استولت سلطنة المهرة على السلطة في القرن السادس عشر، حيث تعرض سكان الجزيرة إلى عمليات أسلمة قسريّة.

### العصور الحديثة
في عام 1737، فوجئ الكابتن دي لا غارد جازير، قائد بعثة بحرية فرنسية متجهة إلى المُخا، بالعثور على قبائل مسيحيَّة تعيش في المناطق الداخلية من من جزيرة سقطرة خلال توقفه الذي دام خمسة أسابيع في الجزيرة، وذكر في رسالة إلى أن رجال القبائل قد «احتفظوا فقط بمعرفة باهتة بالمسيحية بسبب نقص المبشرين». تُبيّن صاحبة كتاب «الجاليات في عدن» أن المسيحيين الهنود وفدوا إلى عدن في وقت مبكر من الاحتلال الإنكليزي، وقد بُنيت أولى كنائسهم عام 1854 على هضبة صغيرة تُشرف على كريتر، وهي التي اشترت مبناها الحكومة البريطانية وحولته لمجلس تشريعي. وفي عام 1884 نشرت مجلة نيتشر العلمية، أن اختفاء الكنائس والآثار المسيحية من جزيرة سقطرة يُمكن أن يعزى إلى رحلة الوهابيين إلى الجزيرة في عام 1800. واليوم فإنَّ البقايا المسيحية الوحيدة هي بعض النقوش المتقاطعة التي تعود إلى القرن الأول الميلادي، وعدد قليل من المقابر المسيحيَّة، وبعض الآثار الكنسية.

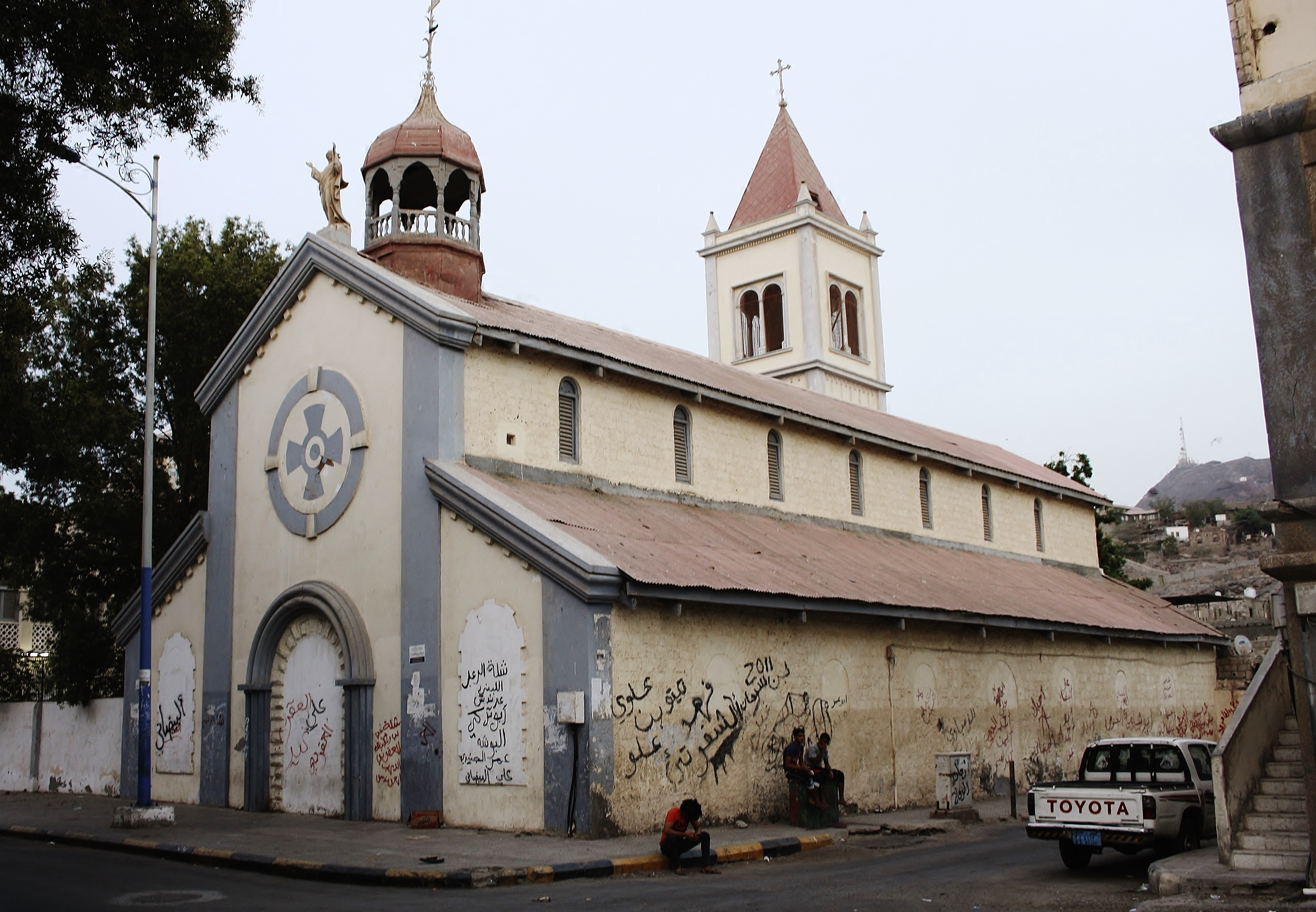
كنيسة القديس فرنسيس الأسيزي في عدن.

خلال الإستعمار الإنجليزي لعدن منذ عام 1839 تواجدت أقليات مسيحية وبارسية وافدة رحل معظمهم برحيل الإنجليز عام 1967. وتذكر المصادر التاريخية، أن الآلاف توافدوا خلال هذه الفترة إلى عدن من دول وقارات عديدة، واستقبلت المدينة هجرات متنوعة بعضها كان بدعم من السلطات البريطانية الحاكمة بهدف التأثير على التركيبة السكانية التي كان العنصر العربي واليمني خاصة هو الغالب فيها. وبنى المسيحيون في القرن التاسع عشر والقرن العشرين إبان الإستعمار الإنجليزي، عددًا من الكنائس، منها كنسية القديس أنتوني، ولا تزال قائمة حتى اليوم في منطقة التواهي «جنوب غرب عدن»، وتمارس شعائرها الدينية أسبوعيًا، كما تقدم الكنيسة بعض الخدمات الصحية للمرضى بشكل مجاني. وبنيت الكنيسة عام 1863 لتكون حامية للقوات البريطانية في عدن، وكانت الملكة فكتوريا ممن تبرعوا لبنائها. وظلت تقوم بمهامها حتى العام 1970، بعد ثلاث سنوات من الانسحاب البريطاني في عام 1967، حين استولت الحكومة في جنوب اليمن على المبنى، وتم استخدامه ليكون بمثابة مرفق تخزين حكومي، وصالة للألعاب الرياضية في وقت لاحق، حتى إعادة توحيد شمال اليمن وجنوبه عام 1990. ومن عام 1987 حتى عام 1993 كان أسقف قبرص والخليج جون براون يجري مفاوضات مع حكومة جنوب اليمن، وبعد ذلك حكومة اليمن الموحدة، لإعادة الكنيسة إلى الأبرشية، وتم الاتفاق على أن تقوم الكنيسة ببناء وتمويل وتشغيل عيادة طبية للأمهات والأطفال.

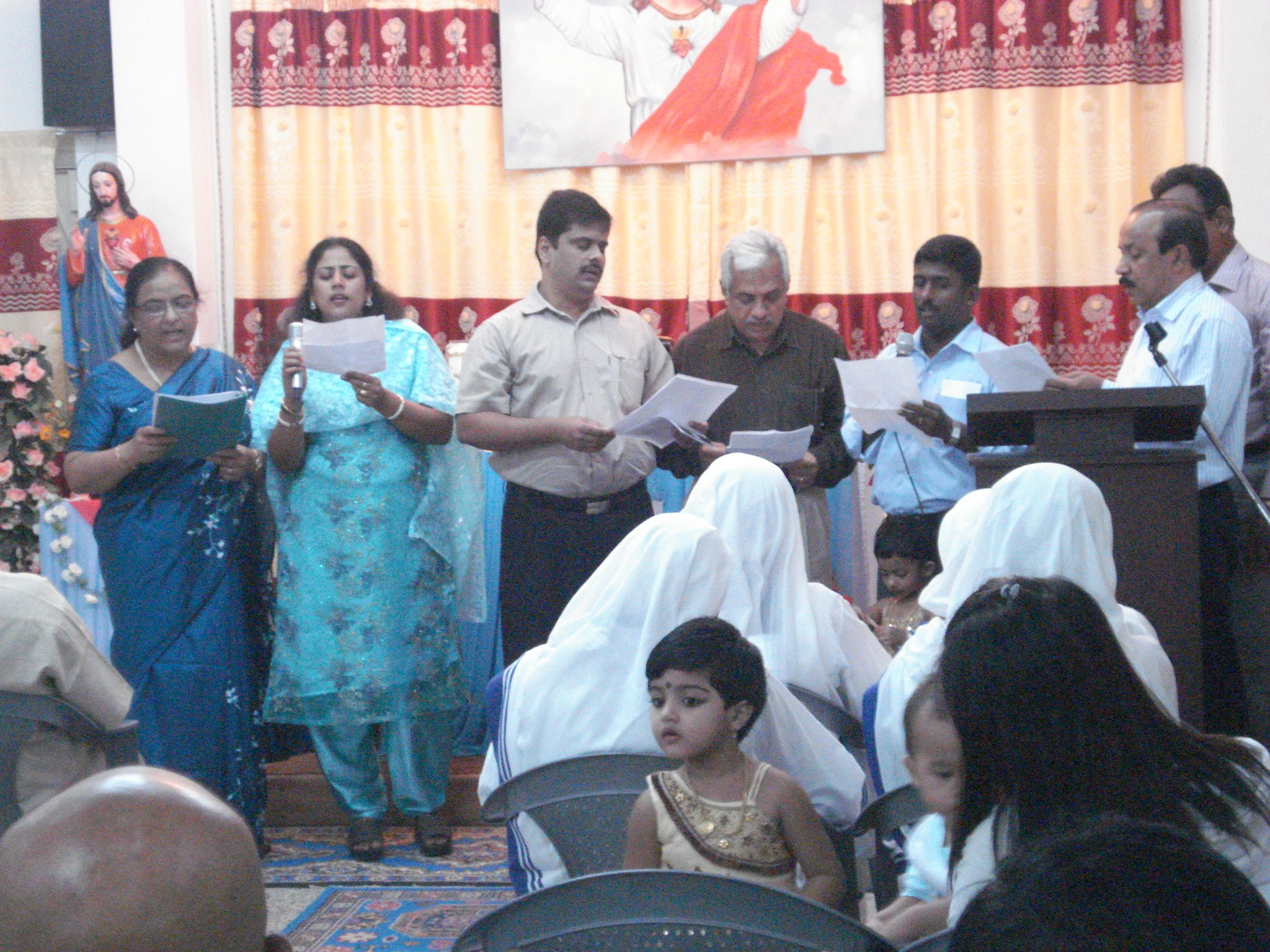
مسيحيون من أصول هنديَّة يُصلون في كنيسة بمدينة الحديدة.

وترجح بعض المصادر أن أقلية يمنية تعود في أصولها إلى العرق الهندي قطنت اليمن منذ مئات السنين، ما زالت تعتنق الإيمان المسيحي ولكنها لا تتمتع بالحقوق الوطنية والشخصية التي يكفلها الدستور، ما خلا حق الانتخاب وممارسة شعائرها الدينية داخل دور عبادة مخصصة لها. وفيما يخص الشعائر الدينية وأماكن العبادة، توجد في مدينة التواهي بعدن الكنيسة الأنجليكانية أو كنيسة المسيح، وهي كنيسة قديمة يعود بناؤها إلى خمسينيات القرن العشرين إبان الوجود البريطاني في عدن. وتتبع هذه الكنيسة المجمع الكنسي في لارنكا بقبرص، لكنها ومنذ إعادة افتتاحها عام 1995 ماتزال تدار مؤقتًا من قبل الإدارة الإنجليكانية في دبي بدولة الإمارات، ويوجد في الكنيسة مركز طبي كنسي ملحق بها يقدم الخدمات الصحية للسكان المحليين. وحتى فترة قريبة ظلت الكنيسة المعمدانية في مدينة «كريتر» بعدن أكبر الكنائس، ولكنها ألغيت وتحول مبناها إلى منشأة حكومية. كما توجد في المعلا بعدن مقبرة مسيحية تضم رفات كثير من المسيحيين وتُشرف كنيسة المسيح بالتواهي على هذه المقبرة. وتخلو المحافظات الشمالية من أية كنيسة، لكن الأجانب المسيحيين يقيمون صلواتهم يوم الأحد بانتظام في بيوت خاصة. وبوجه عام فالمسيحيون اليمنيون يمنعون من القيام بحملات التبشير. وتشير بعض المصادر، في هذا السياق، إلى تعرض الرسائل الخاصة برجال الدين المسيحيين للمراقبة بانتظام، قبل الحرب الأخيرة. وقد تعرضت كنيسة المسيح لعملية تفجير بعبوة ناسفة في الأول من شهر يناير 2001، على يد أشخاص محسوبين على جماعات جهادية، أحدثت أضرارا مادية في مرافق الكنيسة. وبحسب مركز بيو للأبحاث قُدرت أعداد المسيحيين في اليمن عام 2010 بحوالي 40,000 نسمة. تراجع تواجد المسيحيين اليمنيين من أصل هندي كثيراً بعد ظهور تنظيم القاعدة عقب الحرب الأخيرة مع الحوثيين، وحرق وهدم الكنائس في كريتر عام 2016، ومجزرة دار الأم تريزا في عدن التي استهدف خلالها مسلحون دار عجزة في عدن، وقتلوا 15 شخصاً على الأقل بينهم أربع راهبات هنديات. بسبب هذه الظروف، رحل معظم الهنود المسيحيين إلى الهند بينما استقر البعض منهم في الإمارات.

## الطوائف المسيحية

### الكاثوليكية

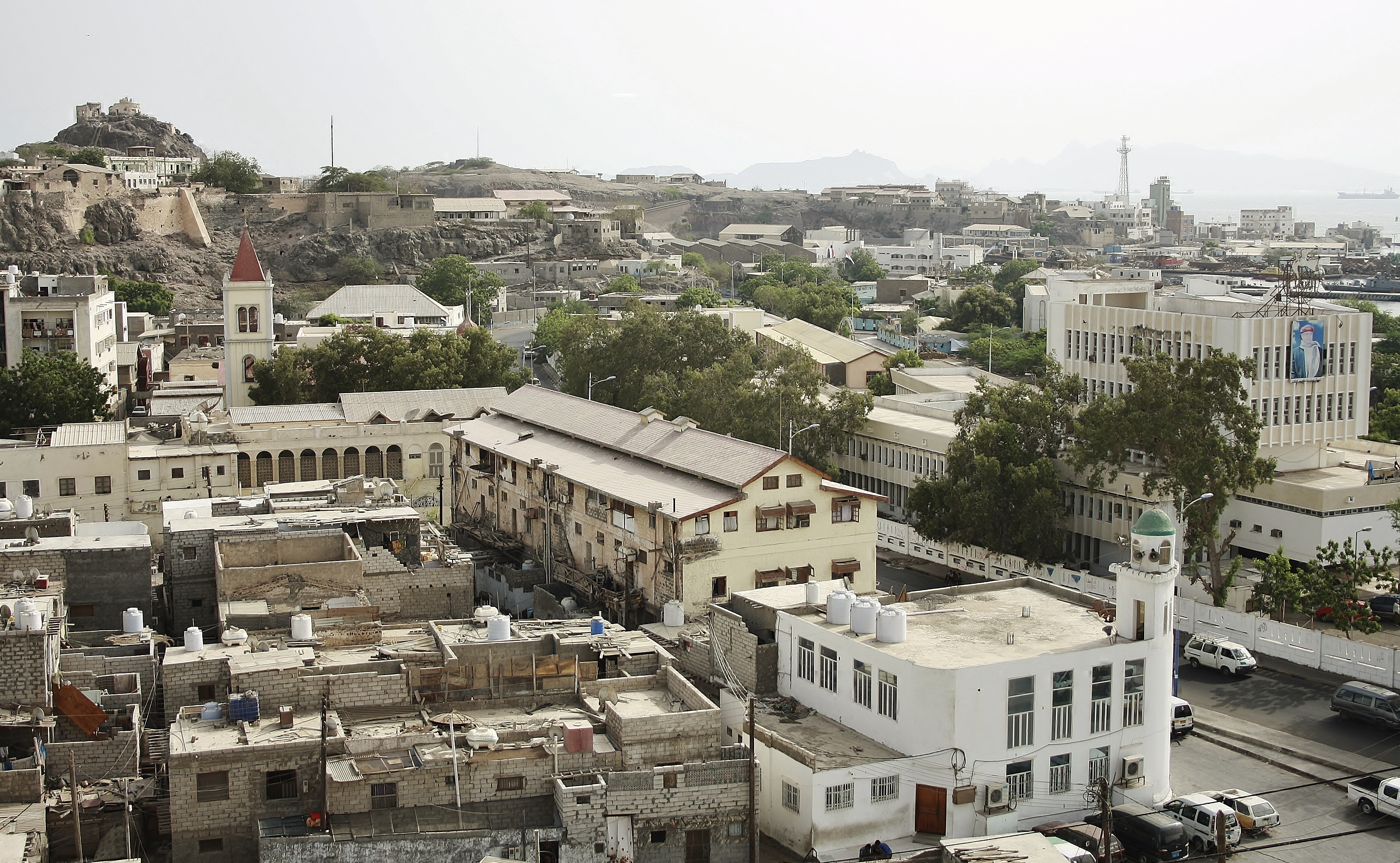
كنيسة ومدرسة القديس فرنسيس الكاثوليكيَّة في عدن.

الكنيسة الكاثوليكية اليمنية هي جزء من الكنيسة الكاثوليكية العالمية في ظل القيادة الروحية للبابا في روما. ويتبع كاثوليك البلاد النيابة الرسولية الرومانية الكاثوليكية لجنوب شبه الجزيرة العربية وهي الولاية الإقليمية لأتباع الطقوس اللاتينية في الكنيسة الكاثوليكية الرومانية والتي تغطي البلدان التالية من شبه الجزيرة العربية والمنطقة المحيطة وهي عُمان والإمارات العربية المتحدة. معظم الكاثوليك في البلاد هم من الوافدين والعمال الأجانب ممن استقروا في البلاد مع أسرهم، إلى جانب أقلية تحمل الجنسية اليمنية. ويتعبد الكاثوليك في أربعة كنائس وهي كنيسة القلب الأقدس في مدينة الحُدَيْدَة، وكنيسة القديس فرنسيس الأسيزي في عدن، وكنيسة مريم العذراء معونة النصارى في صنعاء وكنيسة القديس تريزا الطفل يسوع في تعز. وتعمل الإرساليات الخيرية التي أسستها الأم تريزا، في عدن منذ العام 1992 ولديها ثلاث مراكز أخرى في صنعاء وتعز ومدينة الحُدَيْدَة.
يُعتقد أن المسيحية وصلت إلى جنوب اليمن في القرن التاسع عشر ، حيث وجد المبشرون - بشكل أساسي وليس حصريًا - من بريطانيا - طريقهم إلى ما كان آنذاك محمية عدن البريطانية. وصل الكاثوليك حول عام 1880. استمرت مضايقات الكاثوليك، لا سيما في المنطقة الجنوبية، بشكل متقطع خلال التسعينيات من القرن العشرين بسبب تصاعد الأصولية الإسلامية، على الرغم من أن الحكومة ظلت سريعة في قمع مثل هذه الأعمال.

### البروتستانتية

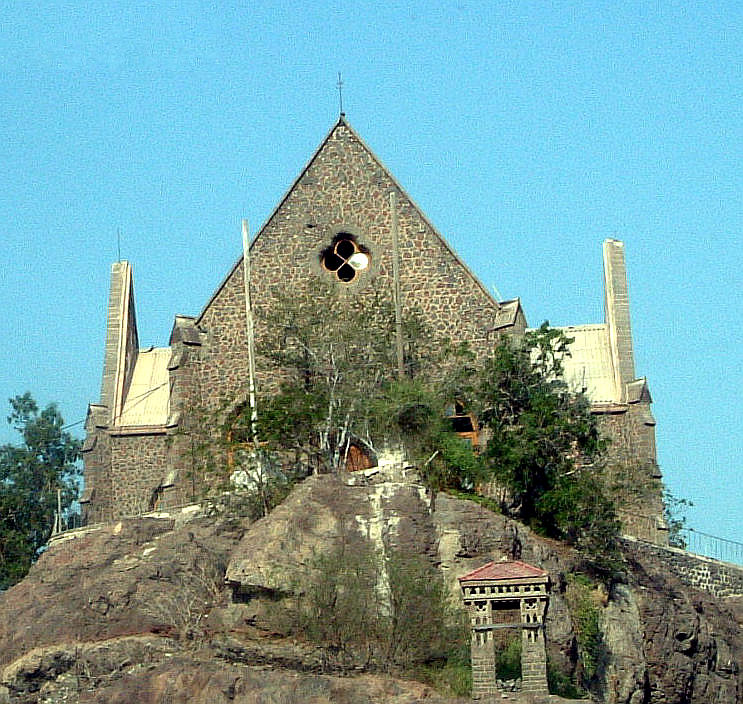
كنيسة سانت ماري جاريسن الأنجليكانية السابقة في عدن، تعود إلى عهد الاستعمار البريطاني.

يُشكل البروتستانت أقل من 1% من سكان اليمن. وتقدر دراسة تعود إلى عام 2015 أعداد المواطنين المُسلمين اليمنيين المتحولين إلى المسيحية بحوالي 400 شخص، معظمهم تحول للمذهب الإنجيلي. تدير الكنيسة المعمدانية مستشفى في مدينة جِبْلة، وتدير الكنيسة الأنجليكانية عيادتين خيريتين في عدن، وتُساهم العلاقات بين المسيحيين والمسلمين في الحرية الدينية.
يُعتقد أن البروتستانتية وصلت إلى جنوب اليمن في القرن التاسع عشر عبر الإرساليات الآتية من المملكة المتحدة خصوصاً، حيث بُنيت الكنائس البروتستانتية في عدن والتواهي والتي كان يتردد عليه البريطانيين والقوات البريطانية والتجار المسيحيين الذين سكنوا في محمية عدن البريطانية، وكانت منها كنسية سانت أنتوني وسانت ماري جاريسن والتي بُنيت عام 1867. مع اندلاع ثورة عام 1967 في جنوب اليمن، فرّ العديد من رجال الدين المسيحيين إلى الخارج. وبين عام 1987 حتى عام 1993 كان أسقف قبرص والخليج «جون براون» يجري مفاوضات مع جمهورية اليمن الديمقراطية الشعبية، وبعد ذلك حكومة اليمن الموحدة، لإعادة كنيسة سانت أنتوني الأنجليكانية إلى الأبرشية، وتم الاتفاق على أن تقوم الكنيسة ببناء وتمويل وتشغيل عيادة طبية للأمهات والأطفال.

### الأرثوذكسية
تشير المصادر أن المجتمع الأرثوذكسي في اليمن هم في الغالب من مجتمع مسيحيو مار توما الهندي والإثيوبيين. وترجح بعض المصادر أن أقلية يمنية تعود في أصولها إلى العرق الهندي قطنت اليمن منذ مئات السنين، ما زالت تعتنق الإيمان المسيحي ولكنها لا تتمتع بالحقوق الوطنية والشخصية التي يكفلها الدستور. حيث قدم مسيحيو مار توما من ولاية كيرلا للعمل في التجارة في اليمن. ويملك مجتمع مسيحيي مار توما كنيسة تدعى بكنيسة القديسة مريم الأرثوذكسية في مدينة صنعاء، والتي تمارس فيها أيضاً الكنيسة الروسية الأرثوذكسية وكنيسة التوحيد الأرثوذكسية الإثيوبية طقوسها.

## الأوضاع الإجتماعية

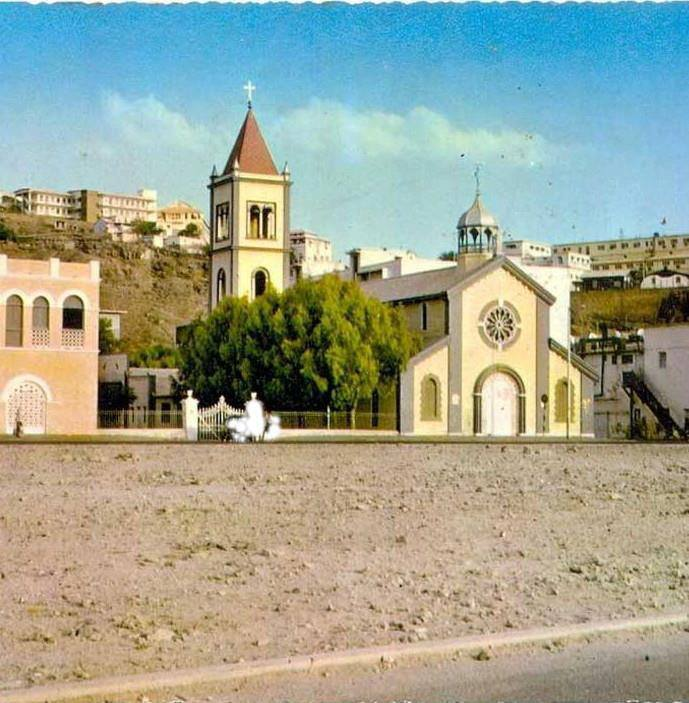
الكنيسة الكاثوليكية في عدن، تعود الصورة إلى ستينات القرن الماضي.

حرية العبادة في اليمن غير مُحترمة وترك الإسلام أو الانتقال إلى دينٍ آخر وبناء منشآت مخصصة للعبادة ليست حقاُ مُعترفاً به في الدستور والقوانين. في حين تم تسهيل نشاطات تبشيرية وهابية مرتبطة بالتجمع اليمني للإصلاح ووزارته وزارة الأوقاف والإرشاد التي تقول أنَّ من مهامها «المساهمة في تنمية الوعي الإسلامي وتعميم نشر التربية والأخلاق الإسلامية وترسيخها في حياة المواطنين العامة والخاصة».
تعمل الإرساليات الخيرية التي أسستها الأم تريزا، في عدن منذ العام 1992 ولديها ثلاث مراكز أخرى في صنعاء وتعز ومدينة الحُدَيْدَة. وقُتلت ثلاث راهبات كاثوليكيات في مدينة الحُدَيْدَة عام 1998 على يد عضو التجمع اليمني للإصلاح عبد الله الناشري بحجة أنهم كانوا يدعون إلى المسيحية، وكانت اثنتان منهما من الهند والثالثة من الفليبين. في عام 2002 قُتل ثلاثة أميركيين في مستشفى جِبْلة المعمداني الجنوبي على يد إصلاحي آخر يدعى عابد عبد الرازق كامل. يقول أحد الناجين بأن المستشفى كان «كرة قدم سياسية» غالباً ما يثيرها الإسلاميون (الإصلاحيون)، ويتحدثون عنها في المساجد واصفين عاملين بالمستشفى بالـ«جواسيس». ولكنه شدد أنَّ هذه الأصوات أقلية بين اليمنيين. في ديسمبر 2015، تم تدمير كنيسة كاثوليكية قديمة في عدن.
منذ تصاعد الأزمة اليمنية في مارس 2015، بقي ستة قساوسة من الرهبنة الساليزيانية وعشرون عاملاً من الإرساليات الخيرية في البلاد وصفهم البابا فرانسيس بالشجاعة لثباتهم وسط الحرب والنزاع، ودعا النائب الرسولي لجنوب الجزيرة العربية بالصلاة لكل المضطهدين والمعذبين، المطرودين من منازلهم، والمقتولين ظلما. في كل الأحوال وبغض النظر عن قِيَمِ وأخلاقيات القوى المسيطرة والمتقاتلة في اليمن بخصوص الحريات الدينية والفكرية، لم يثبت أن هذه الإرساليات الخيرية نشطة في مجال التبشير وفق شهادات المستفيدين من خدماتهم.
في 4 مارس 2016 حدثت مجزرة دار الأم تريزا في عدن قُتل 16 شخصاً بينهم أربعة راهبات كاثوليكيات من الهند وحارسين وخمسة نساء إثيوبيات والبقية من نزلاء الدار، وأُختطف راهب هندي واحد اسمه توم أوزهونانيل. هوية المنفذين مجهولة ونشرت وسائل إعلامية بياناً منسوب لأنصار الشريعة، أحد عدة تنظيمات جهادية نشطة في البلاد، ينفي صلته بالواقعة.

## طالع أيضًا
- مجزرة دار الأم تريزا في عدن